# Brijeg
Brijeg är en ort i Bosnien och Hercegovina.   Den ligger i entiteten Federationen Bosnien och Hercegovina, i den sydöstra delen av landet, 50 km sydost om huvudstaden Sarajevo. Brijeg ligger 515 meter över havet och antalet invånare är 279.
Terrängen runt Brijeg är huvudsakligen kuperad. Brijeg ligger nere i en dal.Närmaste större samhälle är Goražde, 6,8 km nordost om Brijeg. 
I omgivningarna runt Brijeg växer i huvudsak lövfällande lövskog. Runt Brijeg är det ganska tätbefolkat, med 67 invånare per kvadratkilometer.